# Марион (округ, Арканзас)
Ма́рион (англ. Marion County) — округ, расположенный в штате Арканзас, США с населением в 16 140 человек по статистическим данным переписи 2000 года. Столица округа находится в городе Йелвилл.
Округ Марион был образован 25 сентября 1836 года, став 35-м по счёту округом Арканзаса и получив своё название в честь генерала Войны за независимость США Фрэнсиса Мэриона. Некоторое время спустя из территории округа был выделен самостоятельный округ Серси, в основном благодаря кровопролитной войне Туттов-Эвереттов, начавшейся в 1844 и продолжавшейся вплоть до 1850 года.
До выборов 2006 года в округе Марион действовал запрет на продажу алкогольной продукции.

## География
По данным Бюро переписи населения США округ Марион имеет общую площадь в 1658 квадратных километров, из которых 1549 кв. километров занимает земля и 111 кв. километров — вода. Площадь водных ресурсов округа составляет 6,66 % от всей его площади.

### Соседние округа
- Озарк, штат Миссури — север
- Бакстер — восток
- Серси — юг
- Бун — запад
- Тейни, штат Миссури — северо-запад

## Демография

Диаграмма распределения населения округа по возрастным диапазонам. Данные переписи населения 2000 года

По данным переписи населения 2000 года в округе Марион проживало 16 140 человек, 4 871 семей, насчитывалось 6 776 домашних хозяйств и 8 235 жилых домов. Средняя плотность населения составляла 10 человек на один квадратный километр. Расовый состав округа по данным переписи распределился следующим образом: 97,52 % белых, 0,12 % чёрных или афроамериканцев, 0,76 % коренных американцев, 0,20 % азиатов, 0,05 % выходцев с тихоокеанских островов, 1,22 % смешанных рас, 0,13 % — других народностей. Испано- и латиноамериканцы составили 0,76 % от всех жителей округа.
Из 6 776 домашних хозяйств в 26,00 % — воспитывали детей в возрасте до 18 лет, 61,30 % представляли собой совместно проживающие супружеские пары, в 7,40 % семей женщины проживали без мужей, 28,10 % не имели семей. 24,90 % от общего числа семей на момент переписи жили самостоятельно, при этом 12,40 % составили одинокие пожилые люди в возрасте 65 лет и старше. Средний размер домашнего хозяйства составил 2,36 человек, а средний размер семьи — 2,79 человек.
Население округа по возрастному диапазону по данным переписи 2000 года распределилось следующим образом: 22,10 % — жители младше 18 лет, 6,00 % — между 18 и 24 годами, 23,30 % — от 25 до 44 лет, 28,50 % — от 45 до 64 лет и 20,00 % — в возрасте 65 лет и старше. Средний возраст жителей округа составил 44 года. На каждые 100 женщин в округе приходилось 97,90 мужчин, при этом на каждых сто женщин 18 лет и старше приходилось 94,80 мужчин также старше 18 лет.
Средний доход на одно домашнее хозяйство в округе составил 26 737 долларов США, а средний доход на одну семью в округе — 32 181 долларов. При этом мужчины имели средний доход в 22 877 долларов США в год против 17 729 долларов США среднегодового дохода у женщин. Доход на душу населения в округе составил 14 588 долларов США в год. 11,50 % от всего числа семей в округе и 15,20 % от всей численности населения находилось на момент переписи населения за чертой бедности, при этом 23,50 % из них были моложе 18 лет и 14,40 % — в возрасте 65 лет и старше.

## Главные автодороги
- US 62/US 412
- AR 14
- AR 101
- AR 125

## Населённые пункты
- Булл-Шолс
- Флиппин
- Пайатт
- Саммит
- Йелвилл